# Kintarō Hattori
Kintarō Hattori (Tokyo, 21 novembre 1860 – Tokyo, 1º marzo 1934) è stato un imprenditore giapponese, fondatore di Seiko e uno dei primi e più importanti orologiai della storia nipponica. Fu inoltre membro del consiglio permanente della Croce Rossa giapponese.

## Biografia
Kintarō Hattori nacque nel 1860 nel quartiere Kyōbashi, situato nel distretto Chūō di Tokyo, in una famiglia di commercianti.
All'età di tredici anni fu avviato alla formazione commerciale e tecnica, e l'anno successivo fu assunto da Kobayashi Denjiro, uno dei principali commercianti di orologi in Giappone, iniziando il suo primo tirocinio presso il negozio di orologi Kameda. Nel 1877 aprì un proprio negozio di riparazioni di orologi (服部時計修繕所, Hattori Tokei Shūzensho) nella zona di Ginza, mentre nel 1881, all'età di 21 anni, fondò il suo primo punto vendita, la K. Hattori & Co. (服部時計店, Hattori Takeiten).
A 25 anni, iniziò a commerciare con i produttori svizzeri a Yokohama, concentrandosi sulla vendita all'ingrosso e al dettaglio di orologi importati dal Paese elvetico. Sul finire dell'Ottocento, Hattori decise quindi di produrre i propri orologi in loco, fondando una fabbrica di orologi a Tokyo chiamata Seikosha (精工舎, Seikōsha).
Dopo il grande successo riscosso dalla vendita dei suoi primi orologi, decise di recarsi in Europa per studiare la tecnologia e la produttività occidentali nonché acquistare macchinari locali. Hattori tornò quindi in Giappone con nuove attrezzature per l'orologeria e ideò diverse nuove linee di produzione. All'età di 35 anni, lanciò una linea di orologi da tasca chiamata "Timekeeper" e pochi anni dopo lanciò la sua prima linea di sveglie, nel 1899.
Nel 1905, Hattori espanse le sue attività commerciali in tutto il Giappone, oltre che a Shanghai e Hong Kong, diventando il più grande rivenditore di orologi e pendole del Giappone. Nel 1913, a 53 anni, Seikosha produsse e introdusse il primo orologio da polso giapponese: il "Laurel". Nel 1917, K. Hattori & Co. fu quindi trasformata in una società per azioni, la K. Hattori & Co., Ltd. (株式会社服部時計店, Kabushiki-gaisha Hattori Tokeiten).
A complicare i piani di Hattori fu però il grande terremoto del Kantō del 1923: il sisma di magnitudo 7,9, che devastò Tokyo, il porto di Yokohama e le prefetture circostanti di Chiba, Kanagawa e Shizuoka, distrusse infatti la sede e la fabbrica di Hattori. Costretto a ripartire da zero, l'imprenditore ebbe l'idea di cambiare nome alla Seikosha e lanciare nel 1924 il nuovo marchio Seiko, che negli anni successivi avrebbe rivoluzionato l'orologeria con l'introduzione del primo movimento al quarzo e sarebbe diventato uno dei maggiori produttori di orologi al mondo.
Hattori è morto nel 1934, all'età di 73 anni, a Tokyo.